# Nicola Mazza
Pour les articles homonymes, voir Mazza.
Nicola Mazza, né le 10 mars 1790 à Vérone et mort le 2 août 1865 dans cette même ville, est un prêtre catholique vénitien, fondateur de plusieurs instituts d'éducation. Il est reconnu comme vénérable par le pape François en 2013.

## Biographie

### Éducation
Disciple du père Antonio Cesari et ami de saint Gaspard Bertoni, sa vocation mûrit et il prend conscience des besoins des plus pauvres.
Désireux de toujours satisfaire la volonté de Dieu dans la prière, la recherche de générosité et de justice, il considère que la société doit offrir aux jeunes d'origine modeste la possibilité de développer pleinement leurs compétences. Il crée ainsi un institut masculin pour accompagner les élèves jusqu'au plus haut niveau d'études qui leur soit accessible et un institut féminin afin de former les filles à la vie de famille.

### Missions
En 1857, il participe aux missions en Afrique centrale en y envoyant un groupe de six missionnaires, composé des pères Giovanni Beltrame, Francesco Oliboni (it), Angelo Melotto (it), Alessandro Dal Bosco (it) et Daniel Comboni ainsi que du laïc Isidoro Zilli.
L'une des idées de Don Mazza est que l'évangélisation de l'Afrique doit être réalisée par les Africains eux-mêmes. C'est ainsi qu'il héberge et forme plusieurs Africains dans le but de les voir évangéliser leur pays.

### Mort et postérité
En juillet 1865, la santé de Don Mazza se dégrade et il meurt le 2 août suivant à Vérone. 
Le 3 juin 2013, le pape François, à la fin de l'enquête de la Congrégation pour la cause des saints, confirme l'héroïcité de ses vertus. Il reçoit alors le titre de Vénérable.